# Bruno Adolph Sturm
Bruno Adolph Sturm (auch Benno Adolf Sturm; * 1815 in Naumburg am Bober; † 4. Dezember 1885 in Weißenburg im Elsass) war ein Jurist und Mitglied der Frankfurter Nationalversammlung.

## Leben
1830 bis 1833 studierte er in Breslau und anschließend bis 1838 in Halle (Saale) und Berlin. Danach war er als Auskultator und ab 1840 als Referendar am Oberlandesgericht in Frankfurt (Oder) tätig. Ab 1844/1855 war er dort dann Assessor. 1846 wurde er dann zugleich Assessor am Land- und Stadtgericht Sorau.
Am 18. Mai 1848 wurde Sturm Mitglied der Frankfurter Nationalversammlung. Sein Wahlbezirk war der 26. Wahlbezirk Sorau mit 78.157 Einwohnern. Von 145 Wahlmännern wählten ihn 105. Er gehörte zum rechten Zentrum, der Fraktion Landsberg. Am 6. Februar 1849 wurde er in den Zentralausschuß für die Prüfung der Wahlen gewählt. Er war Mitglied der Versammlung bis zum 20. Mai 1849.
1851 wurde er Kreisgerichtsrat in Sorau, sechs Jahre darauf in Königsberg (Neumark). 1873 ging er als Gerichtsdirektor nach Cottbus. 1875 bis 1879 war er Vizepräsident des Appellationsgerichts. 1879 wurde er Präsident des Landesgerichts in Magdeburg. In dieser Position blieb er, bis er 1884 in den Ruhestand versetzt wurde.